# Tweede divisie (mannenhandbal) 2017/18
De tweede divisie is de op twee na hoogste afdeling van het Nederlandse handbal. De tweede divisie bestaat uit twee (A en B) gelijkwaardige onafhankelijke groepen/competities elk bestaande uit twaalf teams met een eigen kampioen en degradanten.  De inrichtende macht is het Nederlands Handbal Verbond.

## Opzet
- De twee kampioenen (uit elk der tweede divisies één) promoveren rechtstreeks naar de eerste divisie (mits er niet al een hogere ploeg van dezelfde vereniging in de eerste divisie speelt).
- De vier (gelijk aan het aantal hoofdklassen bij de heren) ploegen die als enerlaatste (elfde) en laatste (twaalfde) eindigen (uit elk der tweede divisies twee) degraderen rechtstreeks naar de hoofdklasse.

## Tweede Divisie A

### Teams
| Club                   | Plaats     | Provincie     | Trainer/Coach                 | Hal                        |
| ---------------------- | ---------- | ------------- | ----------------------------- | -------------------------- |
| Sani4all/Artemis '15   | Doetinchem | Gelderland    | Paul Schuurkens               | Koningin Beatrixcentrum    |
| Berdos                 | Bergen     | Noord-Holland |                               | Sportpark de Kiefthoek     |
| Cometas                | Leeuwarden | Friesland     | Marcel de Vries               | Kalverdijkje 2             |
| C.S.V. Handbal         | Castricum  | Noord-Holland | Kees Boomhouwer               | de Bloemen / de Lelie      |
| H.H.V. Donar           | Hengelo    | Overijssel    | Martin Aal                    | Sporthal Veldwijk          |
| E&O 2                  | Emmen      | Drenthe       | Freek Gielen                  | Angelslo                   |
| Eemland                | Soest      | Utrecht       | Bessel Grift & John van Gulik | Beukendal                  |
| Ha-STU                 | Nijmegen   | Gelderland    | Alex Plum                     | Universitair Sport Centrum |
| Hellas 2               | Den Haag   | Zuid-Holland  | Dave Sterk                    | Hellashal                  |
| Stipt Payroll/Houten 2 | Houten     | Utrecht       | Johan van der Voorn           | The Dome                   |
| Reehorst               | Ede        | Gelderland    | ontbekend                     | de Reehorst                |
| Buro Hollema/Unitas    | Rolde      | Drenthe       | Henk Smeegen                  | De Boerhoorn               |

### Stand
| Pos | Team                     | Wed | W  | G | V  | Ptn | DV  | DT  | +/−  | Opmerking                         |
| --- | ------------------------ | --- | -- | - | -- | --- | --- | --- | ---- | --------------------------------- |
| 1   | E&O 2 (K, P)             | 22  | 18 | 1 | 3  | 37  | 570 | 482 | +88  | Promoveert naar de Eerste divisie |
| 2   | Berdos (P)               | 22  | 17 | 2 | 3  | 36  | 698 | 586 | +112 | Rangordewedstrijd                 |
| 3   | Ha-STU                   | 22  | 13 | 4 | 5  | 30  | 571 | 525 | +46  |                                   |
| 4   | Stipt Payroll/Houten 2   | 22  | 10 | 3 | 9  | 23  | 651 | 649 | +2   |                                   |
| 5   | Eemland                  | 22  | 9  | 2 | 11 | 20  | 566 | 560 | +6   |                                   |
| 6   | Reehorst                 | 22  | 6  | 8 | 8  | 20  | 553 | 577 | −24  |                                   |
| 7   | Buro Hollema/Unitas      | 22  | 8  | 3 | 11 | 19  | 547 | 590 | −43  |                                   |
| 8   | C.S.V. Handbal           | 22  | 6  | 4 | 12 | 16  | 539 | 562 | −23  |                                   |
| 9   | H.H.V. Donar             | 22  | 8  | 0 | 14 | 16  | 560 | 586 | −26  |                                   |
| 10  | Hellas 2                 | 22  | 8  | 2 | 12 | 16  | 507 | 539 | −32  |                                   |
| 11  | Cometas (R)              | 22  | 6  | 4 | 12 | 16  | 560 | 606 | −46  | Degradeert naar de Hoofdklasse    |
| 12  | Sani4all/Artemis '15 (R) | 22  | 5  | 3 | 14 | 13  | 555 | 615 | −60  | Degradeert naar de Hoofdklasse    |

1. ↑  Door het afzien van verdere deelname aan de eredivisie van Cabooter/HandbaL Venlo en door de "gedwongen" degradatie van Snelwiek uit de eerste divisie konden er 2 extra teams naar de eerste divisie promoveren. Dit recht viel ten deel aan Berdos en HVV '70 als de ploegen die in de 2 tweede divisies op de tweede plaats zijn geëindigd.
2. ↑  Hellas 2 heeft 2 punten in mindering gekregen.

### Uitslagen
| Thuis \ Uit            | ART   | BER   | COM   | CSV   | DON   | STU   | EEM   | E&O   | HEL   | HOU   | REE   | UNI   |
| ---------------------- | ----- | ----- | ----- | ----- | ----- | ----- | ----- | ----- | ----- | ----- | ----- | ----- |
| Sani4all/Artemis '15   |       | 31–34 | 31–31 | 24–24 | 34–25 | 19–27 | 24–22 | 21–25 | 25–21 | 30–36 | 27–25 | 24–29 |
| Berdos                 | 36–28 |       | 36–24 | 29–26 | 37–28 | 32–32 | 30–27 | 30–27 | 29–24 | 41–24 | 32–21 | 35–25 |
| Cometas                | 28–24 | 38–38 |       | 23–25 | 27–22 | 17–26 | 28–22 | 24–19 | 22–21 | 29–33 | 23–23 | 18–19 |
| C.S.V. Handbal         | 24–18 | 22–30 | 26–26 |       | 22–18 | 28–33 | 26–29 | 23–24 | 34–21 | 28–28 | 24–24 | 29–26 |
| H.H.V. Donar           | 35–24 | 28–21 | 36–27 | 22–26 |       | 30–20 | 28–26 | 16–19 | 28–18 | 26–31 | 25–31 | 24–14 |
| Ha-STU                 | 25–20 | 23–25 | 35–28 | 31–22 | 29–25 |       | 22–13 | 19–25 | 30–22 | 31–24 | 28–28 | 21–21 |
| Eemland                | 25–24 | 26–30 | 31–23 | 27–24 | 28–23 | 32–28 |       | 22–24 | 31–21 | 28–28 | 23–23 | 28–29 |
| E&O 2                  | 31–25 | 27–23 | 29–17 | 30–23 | 34–14 | 29–23 | 26–24 |       | 23–16 | 29–28 | 28–20 | 24–19 |
| Hellas 2               | 29–22 | 25–24 | 29–21 | 20–17 | 25–24 | 17–18 | 25–31 | 28–22 |       | 29–25 | 23–23 | 30–20 |
| Stipt Payroll/Houten 2 | 26–32 | 32–34 | 29–28 | 31–24 | 43–31 | 23–24 | 24–21 | 26–30 | 25–22 |       | 34–34 | 37–36 |
| Reehorst               | 26–26 | 18–33 | 24–31 | 21–19 | 29–24 | 24–25 | 30–28 | 18–22 | 21–21 | 31–28 |       | 37–27 |
| Buro Hollema/Unitas    | 31–22 | 30–39 | 28–27 | 27–23 | 21–28 | 21–21 | 20–22 | 23–23 | 24–20 | 31–36 | 26–22 |       |

## Tweede Divisie B

### Teams
| Club                             | Plaats      | Provincie     | Trainer / Coach         | Hal                 |
| -------------------------------- | ----------- | ------------- | ----------------------- | ------------------- |
| DWS                              | Schiedam    | Zuid-Holland  | Manuel                  | Groenoordhal        |
| Gemini (Z)                       | Zoetermeer  | Zuid-Holland  | Heiko van Hinte         | Ooterpoort          |
| G.H.V.                           | Goirle      | Noord-Brabant | Karin van Erp           | De Wissel           |
| Habo '95                         | Boekel      | Noord-Brabant | Damir Josipovic         | De Burcht           |
| Heerle                           | Heerle      | Noord-Brabant | Jan Weerden             | De Omganck          |
| Hellas 3                         | Den Haag    | Zuid-Holland  |                         | Hellashal           |
| HVV '70                          | Voorschoten | Zuid-Holland  | Dick Gijsman            | Sportpark Adegeest  |
| Oliveo                           | Pijnacker   | Zuid-Holland  | Edwin Hofland           | Het Nest            |
| Quintus 3                        | Kwintsheul  | Zuid-Holland  | Rob Vis / Roald Stuiver | Eekhout Hal         |
| Rapiditas                        | Weert       | Limburg       | Saji Mohammed           | Aan de Bron         |
| Swift Helmond                    | Helmond     | Noord-Brabant | Kees van Hoof           | Swift terrein       |
| handbalshop.nl/Witte Ster-Tachos | Waspik      | Noord-Brabant | Roy Meijs               | Sportcentrum Waspik |

### Stand
| Pos | Team                             | Wed | W  | G | V  | Ptn | DV  | DT  | +/−  | Opmerking                         |
| --- | -------------------------------- | --- | -- | - | -- | --- | --- | --- | ---- | --------------------------------- |
| 1   | G.H.V. (K, P)                    | 22  | 16 | 2 | 4  | 34  | 708 | 599 | +109 | Promoveert naar de Eerste divisie |
| 2   | HVV '70 (P)                      | 22  | 15 | 3 | 4  | 33  | 681 | 572 | +109 | Rangordewedstrijd                 |
| 3   | handbalshop.nl/Witte Ster-Tachos | 22  | 13 | 4 | 5  | 30  | 633 | 600 | +33  |                                   |
| 4   | Quintus 3                        | 22  | 12 | 2 | 8  | 26  | 604 | 579 | +25  |                                   |
| 5   | Oliveo                           | 22  | 11 | 2 | 9  | 24  | 670 | 638 | +32  |                                   |
| 6   | Hellas 3                         | 22  | 10 | 3 | 9  | 23  | 630 | 634 | −4   |                                   |
| 7   | Rapiditas                        | 22  | 10 | 3 | 9  | 23  | 587 | 595 | −8   |                                   |
| 8   | Habo '95                         | 22  | 7  | 6 | 9  | 20  | 576 | 591 | −15  |                                   |
| 9   | DWS                              | 22  | 8  | 2 | 12 | 18  | 673 | 726 | −53  |                                   |
| 10  | Swift Helmond                    | 22  | 7  | 2 | 13 | 16  | 648 | 698 | −50  |                                   |
| 11  | Heerle (R)                       | 22  | 6  | 1 | 15 | 13  | 641 | 662 | −21  | Degradeert naar de Hoofdklasse    |
| 12  | Gemini (Z) (R)                   | 22  | 1  | 2 | 19 | 4   | 522 | 679 | −157 | Degradeert naar de Hoofdklasse    |

1. ↑  Door het afzien van verdere deelname aan de eredivisie van Cabooter/HandbaL Venlo en door de "gedwongen" degradatie van Snelwiek uit de eerste divisie konden er 2 extra teams naar de eerste divisie promoveren. Dit recht viel ten deel aan Berdos en HVV '70 als de ploegen die in de 2 tweede divisies op de tweede plaats zijn geëindigd.

### Uitslagen
| Thuis \ Uit                      | DWS   | GEM   | GHV   | HAB   | HEE   | HEL   | HVV   | OLI   | RAP   | QUI   | SWH   | WST   |
| -------------------------------- | ----- | ----- | ----- | ----- | ----- | ----- | ----- | ----- | ----- | ----- | ----- | ----- |
| DWS                              |       | 28–28 | 27–40 | 39–30 | 40–39 | 32–34 | 26–36 | 33–34 | 41–40 | 24–32 | 39–39 | 31–25 |
| Gemini (Z)                       | 19–26 |       | 26–41 | 25–25 | 24–28 | 18–31 | 17–32 | 23–27 | 28–32 | 32–23 | 30–42 | 30–33 |
| G.H.V.                           | 37–24 | 34–24 |       | 31–25 | 36–27 | 29–23 | 39–30 | 31–27 | 31–24 | 32–28 | 37–28 | 31–22 |
| Habo '95                         | 21–29 | 27–14 | 29–29 |       | 24–20 | 24–24 | 34–30 | 29–29 | 24–24 | 20–24 | 27–21 | 18–24 |
| Heerle                           | 36–26 | 35–23 | 23–27 | 29–30 |       | 34–24 | 25–35 | 35–28 | 34–27 | 29–32 | 27–28 | 30–30 |
| Hellas 3                         | 33–31 | 31–26 | 28–28 | 27–32 | 39–36 |       | 31–31 | 28–29 | 23–27 | 28–26 | 37–33 | 29–30 |
| HVV '70                          | 40–29 | 31–24 | 30–28 | 30–28 | 27–25 | 31–23 |       | 35–29 | 35–16 | 18–18 | 39–29 | 35–25 |
| Oliveo                           | 43–28 | 31–17 | 36–22 | 31–30 | 34–24 | 25–33 | 34–29 |       | 27–25 | 22–23 | 32–20 | 34–34 |
| Rapiditas                        | 29–32 | 28–22 | 27–30 | 24–21 | 27–20 | 22–23 | 20–19 | 35–32 |       | 31–21 | 28–27 | 20–20 |
| Quintus 3                        | 27–24 | 29–20 | 31–29 | 33–22 | 36–34 | 28–22 | 25–25 | 33–28 | 26–30 |       | 28–36 | 24–25 |
| Swift Helmond                    | 30–37 | 32–23 | 26–33 | 29–31 | 30–28 | 31–27 | 28–38 | 35–32 | 29–29 | 21–35 |       | 26–30 |
| handbalshop.nl/Witte Ster-Tachos | 34–27 | 33–29 | 34–33 | 25–25 | 35–23 | 31–32 | 19–25 | 36–26 | 30–22 | 27–22 | 31–28 |       |

## Extra promoties
Daar enerzijds Cabooter/HandbaL Venlo aan het einde van het seizoen kenbaar maakte voor het volgend seizoen (2018/19) af te zien van verdere deelname aan de eredivisie, en anderzijds de "gedwongen" degradatie van Snelwiek uit de eerste divisie, konden er 2 extra ploegen rechtstreeks promoveren naar de eerste divisie 2018/19. Dit recht viel ten deel aan Berdos en HVV '70 als de ploegen die in de 2 tweede divisies op de tweede plaats zijn geëindigd.